# Mehmet Günsür
Mehmet Günsür (Istanbul, 8 maggio 1975) è un modello e attore turco.

## Biografia
Prima di fare il modello ha lavorato come barista ad Istanbul, sua città natale. Ha frequentato il liceo italiano di Istanbul. Si è iscritto poi alla facoltà di comunicazione dell'Università di Marmara.
Nel 1997 è stato scelto dal regista turco Ferzan Özpetek per la parte di Mehmet nel film Il bagno turco, dove ha recitato accanto ad Alessandro Gassmann. Per questo ruolo, Günsür vince il premio come Miglior Nuovo Attore all'Ankara International Film Festival.
Nel 2003 ha girato con il regista turco Mustafa Altioklar il film O Şimdi Asker per cui è stato premiato all'Antalya Golden Orange Film Festival.
In Italia, è stato protagonista del film di Ennio de Dominicis, L'Italiano. Nel film, uscito in sordina, ha svolto la parte di un immigrato italo-albanese.
Ha preso parte a vari film tv e film per il cinema in Turchia e in Italia.
Nel 2005 è stato scelto per la grande produzione di Istanbul Tales, opera filmica diretta da vari registi turchi. Sempre in Italia ha partecipato al film tv biblico Gli Amici di Gesù, figurando in tre episodi. Nel 2010 è apparso nell'ultima scena del film Matrimoni e altri disastri accanto a Margherita Buy.
Attivo anche in teatro, Mehmet Günsur ha lavorato in Bent.

## Vita privata
È sposato dal 2006 con la documentarista italiana Caterina Mongio. L'attore è padre di Cloe, che ha recitato come sua figlia in Lea - Un nuovo giorno, serie Rai del 2022. Ha anche altri due figli.

## Filmografia

### Cinema
- Il bagno turco (Hamam), regia di Ferzan Özpetek (1997)
- Hayal Kurma Oyunları, regia di Yavuz Özkan (1999)
- L'italiano, regia di Ennio De Dominicis (2002)
- O Şimdi Asker, regia di Mustafa Altioklar (2003)
- Fareli Köyün Kavalcisi, regia di Ümit Ünal, episodio del film Anlat İstanbul (2005)
- Se chiudi gli occhi, regia di Lisa Romano (2008)
- Matrimoni e altri disastri, regia di Nina Di Majo (2010)
- Rosso Istanbul (Istanbul Kırmızısı), regia di Ferzan Özpetek (2017)
- Figli (Figli), regia di Giuseppe Bonito (2020)

### Televisione
- Don Matteo – serie TV, (2000)
- Giuda, regia di Raffaele Mertes – film TV, (2001)
- Tommaso, regia di Raffaele Mertes – film TV, (2001)
- Il papa buono - Giovanni XXIII, regia di Ricky Tognazzi – serie TV, (2003)
- Muhteşem Yüzyıl, regia di Yağmur Taylan e Durul Taylan – serie TV, (2011)
- La Compagnia del Cigno, regia di Ivan Cotroneo – serie TV, seconda stagione (2021)
- Lea, regia di Isabella Leoni e Fabrizio Costa – serie TV, (2022-2023)
- Diavoli (Devils) – serie TV, episodio 2x08 (2022)
- Cenere, regia di Erdem Tepegöz – film TV, (2024)

### Web serie
- The Gift – serie TV, (2019-2021)
- Kanaga – miniserie TV, (2018)
- Fi – serie TV, (2017-2018)
- Atatürk – serie TV, (2023-2024)
- Kül – serie TV, (2024)